# Kiko Insa
Francisco Javier Insa Bohigues (Cocentaina, Alicante, Comunidad Valenciana, España, 25 de enero de 1988), conocido futbolísticamente como Kiko Insa, es un futbolista malasio nacido en España. Juega en la posición de defensa central y su actual equipo es el Johor Darul Takzim FC de la Superliga de Malasia. Es hermano del también futbolista profesional Natxo Insa.
En 2017, obtuvo nacionalidad malasia alegando que una de sus abuelas había nacido en Kuala Lumpur.

## Trayectoria
Su formación como jugador comenzó en el fútbol base del Ontinyent, pasando por canteras de mayor nivel como la del Valencia o la del Real Madrid, asimismo como las del Hércules, Albacete, Murcia o Elche. Jugaría por unos cuantos equipos españoles de categorías regionales, y otros conjuntos de ligas extranjeras para competir en países tan dispares como Bélgica, Alemania, Islandia, Letonia, Inglaterra o Indonesia, además de hacer pruebas para diversos equipos en Vietnam, Tailandia, Irak, Rumanía o Azerbaiyán.

## Clubes
| Club                       | País       | Año       |
| -------------------------- | ---------- | --------- |
| Albacete Balompié "B"      | España     | 2005-2006 |
| Real Murcia Imperial C. F. | España     | 2006-2007 |
| C. D. Alcoyano             | España     | 2007      |
| Elche Ilicitano C. F.      | España     | 2008      |
| Royal Antwerp F. C.        | Bélgica    | 2008      |
| U. R. Namur                | Bélgica    | 2009      |
| F. C. Cartagena "B"        | España     | 2009      |
| C. D. Onda                 | España     | 2010      |
| Benidorm C. F.             | España     | 2010      |
| Ribarroja C. F.            | España     | 2010-2011 |
| C. D. Acero                | España     | 2011      |
| SV Germania Schöneiche     | Alemania   | 2011-2012 |
| C. F. Cullera              | España     | 2012      |
| Rápido de Bouzas           | España     | 2012-2013 |
| Silla C. F.                | España     | 2013      |
| Víkingur Ólafsvík          | Islandia   | 2013-2014 |
| FK Ventspils               | Letonia    | 2014      |
| Oxford City F. C.          | Inglaterra | 2014      |
| Keflavík ÍF                | Islandia   | 2015      |
| Arema Cronus               | Indonesia  | 2015-2016 |
| Bali United FC             | Indonesia  | 2016      |
| Pahang FA                  | Malasia    | 2017      |
| Bangkok Glass              | Tailandia  | 2018      |
| Johor Darul Takzim FC      | Malasia    | 2018-     |